# Afghan Film
Afghan Film, conosciuta anche come Afghan Film Organization (AFO) è l'agenzia statale del cinema afghano.
Fondata nel 1968, la sua operatività è stata interrotta dal 1996 a 2001, periodo in cui i talebani assunsero il controllo del paese.
Nell'agosto del 2019, in occasione della celebrazione del centenario dell'indipendenza dell'Afghanistan, si è svolto un festival del cinema durante il quale sono stati proiettati circa 100 film in differenti sale del paese. Nel 2019 è stato presentato in anteprima al Festival internazionale del Documentario di Amsterdam il docufilm The Forbidden Reel del regista afghano-canadese Ariel Nasrche, che racconta il cinema afgano attraverso la storia dell'Afghan Film Organization, utilizzando interviste e materiali di archivio. Nel 2020 il film ha vinto il Rogers Audience Award all'Hot Docs Canadian International Documentary Festival.
Nel maggio 2019 la carica di Presidente è stata per la prima volta assegnata ad una donna, la regista Sahraa Karimi, che nell'agosto del 2021, a seguito della  riconquista del potere da parte dei talebani, ha lasciato il paese e trovato riparo in Europa. La regista, laureata in regia di lungometraggi presso l'Università di Bratislava in Slovacchia, poco prima dell'arrivo dei talebani aveva lanciato un appello alla comunità internazionale esprimendo la sua preoccupazione e chiedendo attenzione e sostegno per gli artisti e il cinema afgano.
Nell'ottobre 2021 l'Emirato islamico dell'Afghanistan (IEA) ha affidato la direzione dell'AFO al regista Mawlavi Jawed Afghan. I primi film documentari prodotti dalla società di produzione cinematografica statale dopo l'insediamento dei talebani a Kabul sono stati presentati nel marzo 2022. Intitolati Salang e Company Bridge, mostrano la ricostruzione di alcune infrastrutture di Kabul e, a detta del nuovo Presidente dell'AFO, questi e le produzioni in programma si pongono l'obbiettivo di "attirare l'attenzione degli stranieri in modo che vengano a visitare l'Afghanistan" e di "mostrare alla gente cosa è successo negli ultimi decenni nel Paese".
Afghan Film è anche un archivio cinematografico. Molti dei suoi contenuti sono stati distrutti dai talebani negli anni novanta e parte dell'archivio si è salvato grazie ad alcuni membri del personale che hanno provveduto a nascondere preziosi film, rischiando la loro stessa vita. Il documentario A Flickering Truth del 2015 racconta i vari sforzi di salvataggio e archiviazione avvenuti in quel periodo.